# 셔틀콕

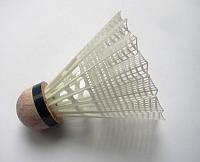
나일론 셔틀콕

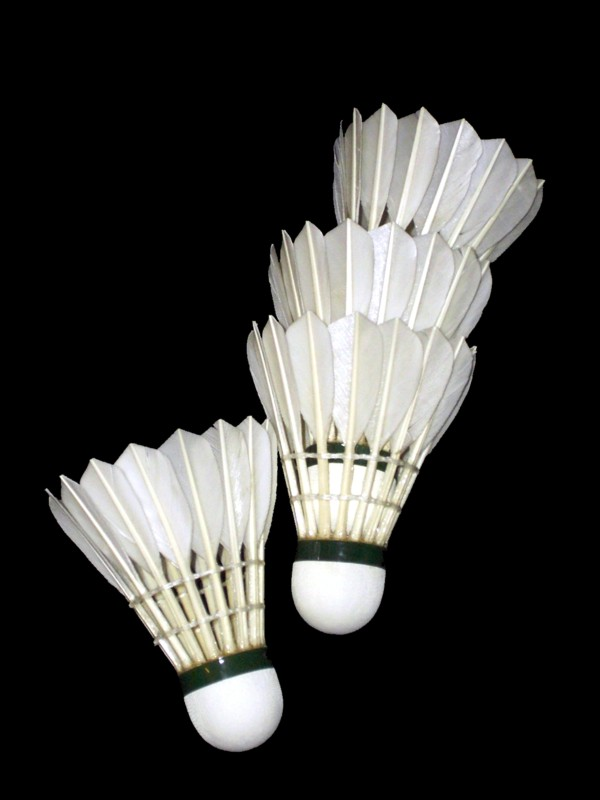
깃털 셔틀콕

셔틀콕(영어: shuttlecock, bird, birdie)은 배드민턴에서 사용되는 원뿔형 용구이다. 얇은 가죽이 씌워진 반구형의 코르크에 14~16개의 거위 깃털을 촘촘히 박아 만들어진다. 셔틀콕은 그 원뿔 형태로 인해 공기 역학적으로 매우 안정적인 성질을 갖고 있어, 최초 비행을 시작할 때의 자세에 관계 없이 공중에서 항상 코르크 부분이 진행 방향 쪽을 향하는 자세를 유지하게 된다.
셔틀콕이라는 명칭 중 ‘셔틀 ’이라는 부분은 흔히 시합 중에 그것이 네트를 넘어 양쪽 코트를 왔다갔다하는 모습이 베틀의 셔틀이 움직이는 모양과 유사한데서 유래된 것으로 여겨진다. 또한 ‘콕’(cock)이라는 부분은 셔틀콕의 깃털이 수탉의 깃털과 유사한 데에서 유래한 것으로 여겨진다.

## 재질
셔틀콕은 그 재질에 따라 깃털 셔틀콕과 인조 셔틀콕으로 나뉜다. 깃털로 만들어진 셔틀콕은 내구성이 떨어져 시합 중에 수시로 교체해 주어야 하는 불편함이 있다. 인조 셔틀콕은 기존 셔틀콕의 깃털 부분을 플라스틱 재질로 대체하여 그러한 단점을 보완한 것이다. 좋은 품질의 깃털 셔틀콕과 인조 셔틀콕은 단가가 서로 비슷하면서 내구성은 인조 셔틀콕이 더 우수하기 때문에, 아마추어 동호인들은 오래 사용할 수 있는 인조 셔틀콕을 더 선호하기도 한다.
깃털 셔틀콕과 인조 셔틀콕은 공중에서 보여주는 움직임에서 차이가 있다. 플라스틱으로 만들어진 셔틀콕은 최초 타격시에는 깃털 셔틀콕보다 좀더 느리게 날아가지만 속도의 감소는 상대적으로 적어 종속(終速)이 더 빠른 성질을 보인다. 반면 깃털 셔틀콕은 라켓에 의해 타격되는 순간 최고 320km/h에 이르는 빠른 속도로 날아가지만 속도의 감소율이 더 높아 땅에 떨어지는 순간에는 플라스틱 셔틀콕보다 속도가 더 느려진다. 이 때문에 깃털 셔틀콕을 사용하는 경우 경기의 진행 속도가 빨라 보이면서 랠리는 더 길어지는 효과가 있다.
상급자 수준의 아마추어 혹은 어느 정도 규모 이상의 대회에서는 거의 예외 없이 깃털 셔틀콕을 쓰며, 전문 선수들 또한 항상 깃털 셔틀콕만을 사용한다. 이것은 그들이 깃털 셔틀콕의 타구감을 선호하고, 또한 플라스틱보다 깃털 셔틀콕이 정교한 컨트롤을 하기에 보다 더 적합하기 때문이다. 특히 깃털 셔틀콕은 그 특성상 더 적은 힘으로 더 빠르게 날아가게 타구할 수 있으므로 플라스틱 재질을 사용할 때보다 어깨에 부담이 적고 부상의 위험도 낮다. 이러한 이유로 국제 시니어 대회에서는 항상 최상 품질의 셔틀콕을 사용한다. 상대적으로 유럽이나 북미 지역에 비해 깃털 셔틀콕의 단가가 더 낮은 아시아 지역에서 깃털 셔틀콕의 사용 빈도가 더 높다.

## 규격
셔틀콕의 무게는 4.75~5.50g이다. 반구형 코르크에 14~16개의 깃털이 박혀 있으며 각 깃털의 길이는 70mm이다. 코르크의 지름은 25~28mm이며 깃털이 만드는 원의 지름은 약 64mm이다.

## 같이 보기
- 배드민턴